# Majsa bint Muhammad ibn Raszid Al Maktum
Majsa bint Muhammad ibn Raszid Al Maktum (ur. 5 marca 1980 w Dubaju) – karateka i zawodniczka taekwondo pochodząca ze Zjednoczonych Emiratów Arabskich, uczestniczka letnich igrzysk olimpijskich w Pekinie, pierwsza kobieta, której powierzono stanowisko chorążego reprezentacji narodowej, szejk. 
Prócz sportów walki zajmowała się również polo. 

## Kariera

### Igrzyska azjatyckie
Zdobyła srebrny medal na igrzyskach azjatyckich w 2006 roku.

### Igrzyska olimpijskie
Została pierwszą kobietą, której przydzielono funkcję chorążego reprezentacji ZEA. Brała udział w zawodach w taekwondo do 67 kg. W 1/16 przegrała z Koreanką Hwang Kyung-seon, zaś w ćwierćfinale repasaży z Sandrą Šarić, co spowodowało odpadnięcie z turnieju.